# Wellander & Ronander
Wellander & Ronander var en musikkonstellation som var verksam 1977–1979.

## Historik
Efter att ha lämnat gruppen Nature efter sommaren 1977 började Mats Ronander och Lasse Wellander skriva nytt material ihop, nu med svenska texter. De båda hade stått för komponerandet av de originallåtar som ingick i Natures repertoar, så en fortsättning på samarbetet kändes naturlig. De bodde dessutom vid den tiden nästan grannar i Vasastan i Stockholm.

### Debutalbum
Efter en tid tyckte man att det fanns tillräckligt mycket material för att spela in ett album. Wellander hade under flera år haft mycket kontakt med skivbolaget Polar, bland annat genom samarbetet med Abba. Det föll sig därför naturligt att ta kontakt med detta bolag i första hand och de visade genast intresse.
Michael B. Tretow anlitades som tekniker och producent, det senare tillsammans med Wellander och Ronander själva. Under december 1977 samt januari och februari 1978 spelade man in albumet som helt enkelt fick heta Wellander & Ronander. Flera olika studios användes vid inspelningarna: Bastun, Glen Studio, KMH Studio, Marcus Music och Metronome Studio.
Albumet släpptes i april 1978. Konvolutet designades av Rune Söderqvist som bland annat gjort den kända Abba-logotypen AᗺBA med det spegelvända B:et samt ett flertal skivomslag för Abba. Konvolutbilden togs av Hans Gedda. Förutom LP-skivan såldes även ett notalbum med melodier och texter, transkriberade av Anders Eljas. Detta gick att rekvirera från Notservice. Följande personer medverkande på flera eller enstaka låtar:
- Keyboards – Wojciech Ernest, Stefan Nilsson
- Bas – Backa-Hans Eriksson, Rutger Gunnarsson, Mike Watson
- Trummor – Rolf Alex, Ola Brunkert
- Saxofon – Lars O. Carlsson
- Percussion – Malando Gassama
- Kör – Ingemari Nilsson

### Liveframträdanden
Wellander & Ronander gjorde ett antal livespelningar tillsammans med några av musikerna som medverkat på inspelningarna: Rolf Alex (trummor), Rutger Gunnarsson (bas) och Stefan Nilsson (keyboards). Man gjorde bland annat en tre veckor lång turné efter det att skivan hade släppts i april 1978. Vid behov hoppade Backa-Hans Eriksson in istället för Rutger Gunnarsson och Kaj Söderström istället för Stefan Nilsson.
Bandet kom sedan att kompa Ulf Lundell under sommaren 1978 och även spela in en singel, Bergets topp/Sista porten, under namnet Ulf Lundell & Studiomaffian. Namnet Studiomaffian var en liten skämtsam känga åt journalister och andra i den mer proggiga delen av musikindustrin som ibland vid den tiden ondgjorde sig över etablerade artister och även studiomusiker, vilka kallades "studiomaffian". Några är innan (1975) hade t.ex. Alternativfestivalen anordnats under parollen "kamp mot kulturens kommersialisering".
Wellander & Ronander upphörde med verksamheten under 1979, men hade innan dess också släppt en singel under namnet Wellander & Ronander Band, "Lotta Love"/Tänkaren". 
De båda medverkade under de turnéer som Abba gjorde 1979 och 1980 i Nordamerika, Europa och Japan. Wellander och Ronander har tidvis fortsatt samarbeta i bland annat Low Budget Blues Band och även gjort inhopp på varandras soloutgåvor.

## Diskografi

### Album
- 1978 Wellander & Ronander (Polar International AB)

### Singlar
- 1978  Lotta Love/Tänkaren" (Wellander & Ronander Band, Polar International AB)
- 1978  Bergets topp/Sista porten (Ulf Lundell & Studiomaffian, EMI)